# Samson, Befreier der Versklavten
Samson, Befreier der Versklavten (Originaltitel: La furia di Ercole) ist ein Abenteuerfilm mit mythologischen Elementen, den Gianfranco Parolini 1962 inszenierte. Der Deutschlandstart des Filmes erfolgte am 11. Januar 1963.

## Handlung
Der antike Kraftmensch Samson (im Original: Herkules) erfährt bei seinem Besuch in Nisia, einem Königreich, dass der despotische Menisto den Tod des Königs dazu ausgenutzt hat, sich als sein ehemaliger Ratgeber selbst zu inthronisieren. Offiziell allerdings herrscht die Tochter, die, den Willen Menistos ausführend, das Volk unterdrückt. Da die Königin sich in Samson verliebt, fürchtet nun Menisto um seinen Einfluss und versucht, mittels diverser Attentate dieser Sorge Herr zu werden. Sie schlagen fehl, und Samson verbündet sich mit den örtlichen Kämpfern, die einen Aufstand gegen Menisto durchführen. Bei den Kämpfen kann zwar Menisto besiegt werden, jedoch kommt auch die Königin ums Leben.

## Kritik
Der Filmdienst hielt das „Erzeugnis filmischer Kraftmeierei“ für „mühsam hochgehalten durch einen gestelzten Dialog“; auch die italienischen Kollegen von Segnalazioni Cinematografiche sehen den mit „bemerkenswerter Ausstattung versehenen Film ohne Elemente inszeniert, die auch nur einen einzigen Punkt interessant darzustellen vermögen“.